# Crinum graciliflorum
Crinum graciliflorum är en amaryllisväxtart som beskrevs av Carl Sigismund Kunth och Carl David Bouché. Crinum graciliflorum ingår i släktet Crinum, och familjen amaryllisväxter. Inga underarter finns listade i Catalogue of Life.